# Su Rogers
Susan Jane „Su“ Rogers, (geborene Susan Jane Brumwell), (* 22. Februar 1939 in Cornwall) ist eine britische Architektin, Designerin und Universitätsdozentin. Sie war in den 1960er und 1970er Jahren Mitbegründerin und Partnerin der beiden Architekturbüros Team 4 und Richard + Su Rogers. Von 1986 bis 2011 war sie Partnerin bei Colquhoun, Miller and Partners (später John Miller + Partners). Rogers war Mitglied des Teams, das in den 1970er Jahren den Designwettbewerb für das Centre Pompidou gewann, und sie war Mitgestalterin des Konzepts Zip-Up House in den 1960er Jahren. Sie war auch für zwei bemerkenswerte Auftragsarbeiten ihrer Eltern verantwortlich: Creek Vean (Team 4) und Pillwood House (Colquhoun, Miller and Partners), die beide unter Denkmalschutz stehen (Grade II*).

## Privatleben und Ausbildung
Rogers wurde 1939 als Tochter von Marcus Brumwell und Irene Brumwell geboren. Ihr Vater war der Geschäftsführer der Stuart Advertising Agency und gründete später die Design Research Unit. Sie besuchte die Frensham Heights School und erwarb später einen Bachelor of Science in Soziologie an der London School of Economics und studierte anschließend Stadtplanung an der Yale School of Architecture (1961–63). Su und Richard Rogers hatten drei gemeinsame Söhne: Ab Rogers, der frühere Leiter der Innenarchitektur am Royal College of Art, Ben Rogers, Direktor des Centre for London, und Zad Rogers, Gründungsdirektor der Atomized Studios, einer Videoproduktionsfirma. Das Paar ließ sich in den frühen 1970er Jahren scheiden. Sie heiratete 1985 ihren jetzigen Ehemann, John Miller, einen Architekten. John war Partner bei Colquhoun + Partners (1961–1989) und John Miller + Partners (1989–2011) und er ist auch ehemaliger Professor für Umweltdesign am Royal College of Art (1975–1985).

## Werdegang

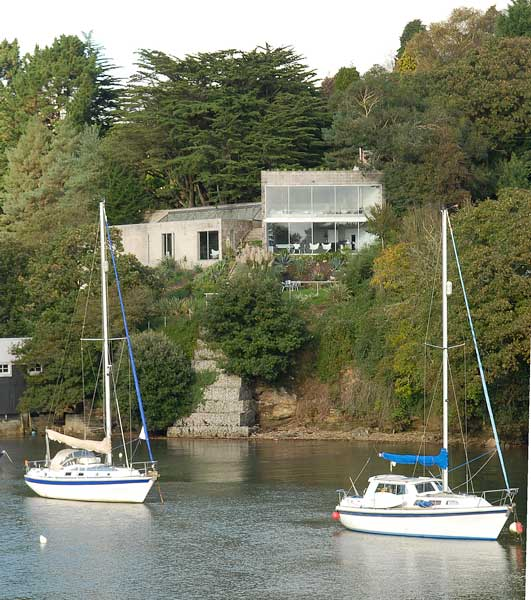
Creek Vean, Pill Lane, Feock, Cornwall

1963 gründete Rogers zusammen mit ihrem damaligen Ehemann Richard Rogers, Norman Foster und Wendy Cheesman, die später Foster heiratete, das Büro Team 4. Es kam zu Reibereien innerhalb der Firma, und im Juni 1967 beschlossen sie, die Partnerschaft aufzulösen. Eines der ersten Projekte für Team 4 war ein Auftrag von Brumwells Eltern, Marcus und Irene, zum Bau eines neuen Hauses in Feock, Cornwall, genannt Creek Vean. Um das neue Haus zu finanzieren, verkauften sie ein Gemälde von Piet Mondrian, das sie dem Künstler in den 1930er Jahren abgekauft hatten. Creek Vean ist ein denkmalgeschütztes Gebäude, das 1998 in die Kategorie II eingestuft und später in die Kategorie II* aufgewertet wurde. Das Büro entwarf auch ein Planungsprojekt mit 120 Häusern für Water Homes in Coulsdon, Surrey. Richard Rogers behauptet, dass dies „wahrscheinlich das wichtigste Projekt unserer Team-4-Periode“ war. Das Büro entwarf auch Skybreak House in Radlett, Hertfordshire, das zwischen 1965 und 1966 gebaut wurde. Die Inneneinrichtung des Hauses wurde in dem Film A Clockwork Orange verwendet. Das letzte Projekt für Team 4 war das Reliance Controls Gebäude in Swindon, das 1967 fertiggestellt wurde.

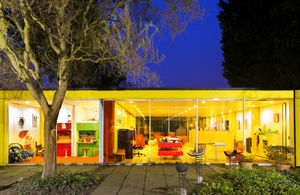
22 Parkside, Wimbledon, London

Nachdem sich Team 4 aufgelöst hatte, war sie Mitbegründerin von Richard + Su Rogers Architects, die bis etwa 1970 aktiv war. Die Architektengemeinschaft entwarf ein Haus für Richards Eltern Dr. William Nino und Dada Rogers in 22 Parkside, Wimbledon, London. Zuvor hatten Richard und Su Rogers das Konzepthaus Zip-Up House entworfen, das jedoch nie gebaut wurde, das Konzept wurde jedoch für 22 Parkside verwendet.
1971 schlossen sich Su und Richard Rogers mit dem italienischen Architekten Renzo Piano zu einer neuen Partnerschaft, Piano + Rogers, zusammen. Die Architektengemeinschaft entwarf das Centre Pompidou. Die Partnerschaft endete 1977, jedoch hatte Su Rogers bereits 1972 das Büro verlassen, um Unit Master an der Architectural Association (1982–1976) und Tutorin am Royal College of Art (1975–1985) zu werden.
1986 wurde sie Partnerin bei Colquhoun, Miller and Partners, das 1990 in John Miller + Partners umbenannt wurde. Das Büro spezialisierte sich auf Universitätsgebäude, Kunstgalerien und bezahlbaren Wohnraum. Zu den bemerkenswerten Projekten gehörten:
- Im Jahr 1999 gewann das Büro einen internationalen Wettbewerb zur Gestaltung der Sanierung der Royal Scottish Academy.[13]
- Im Jahr 2001 beendeten John Miller + Partners die Sanierung von Tate Britain.[14]
- Im Jahr 2004 schloss das Architekturbüro die Renovierung des Fitzwilliam Museums in Cambridge ab.[15]

John Miller + Partners wurde im Jahr 2011 aufgelöst.
Während ihrer Karriere war Rogers Gastdozentin an den folgenden Universitäten:
- Department of Architecture, University of Cambridge
- Welsh School of Architecture, Cardiff University
- Columbia Graduate School of Architecture, Planning and Preservation, Columbia University, New York City
- University College Dublin, Ireland
- University of Toronto, Canada
- School of Interior Design, Kingston Polytechnic
- School of Art, Design and Architecture, Plymouth Polytechnic
- Liverpool John Moores University